# Tabernacolo del Canto alla Cuculia
Il tabernacolo del Canto alla Cuculia è un'edicola decozionale affrescata, situata a Firenze in via Santa Monaca, angolo via dei Serragli, presso la cantonata di Palazzo Tempi-Mazzei.

## Storia e descrizione
Il tabernacolo si trova sul "Canto" (incrocio) il cui nome pare derivasse dal canto dei cuculi che si potevano ascoltare in questa zona della città, un tempo aperta campagna fuori le mura, ma anche dopo ricca di giardini.
L'immagine sacra raffigura la Madonna col Bambino tra i santi Paolo e Girolamo, con la piccola figura di un donatore inginocchiato. Paolo tiene aperto un libro con un brano della seconda lettera ai Corinzi ("...Audivit arcana verba quae non licet homini loqui"). Il Bambino regge in mano un cuculo, certo da mettere in relazione con l'antica denominazione del Canto. 
Fu dipinto nel 1427 da Bicci di Lorenzo, nonostante il Vasari riporti erroneamente il nome di suo padre Lorenzo di Bicci. Stando a quanto asserito da Garneri (1924) il tabernacolo fu "ripulito e restaurato" attorno alla metà dell'Ottocento per volere del conte Luigi Cibrario, che vi fece anche apporre un'iscrizione legata alla paternità dell'affresco come riferita da Vasari ("M. Lorenzo Bicci dipinse nel 1427").
L'affresco, protetto oggi da un vetro, è posto entro un'edicola con una piccola tettoia e poggiante su tre mensole in pietra serena.

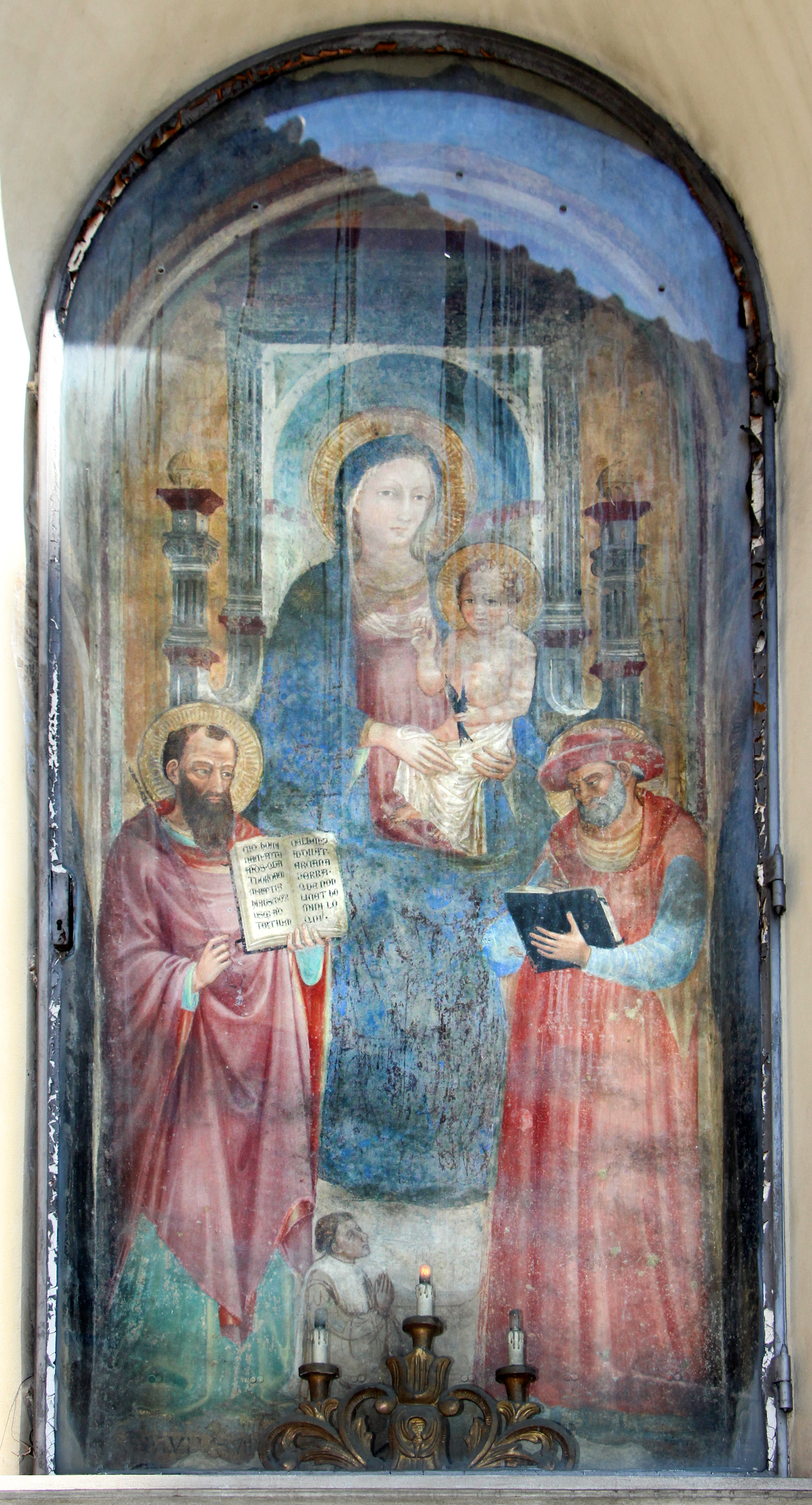
L'affresco
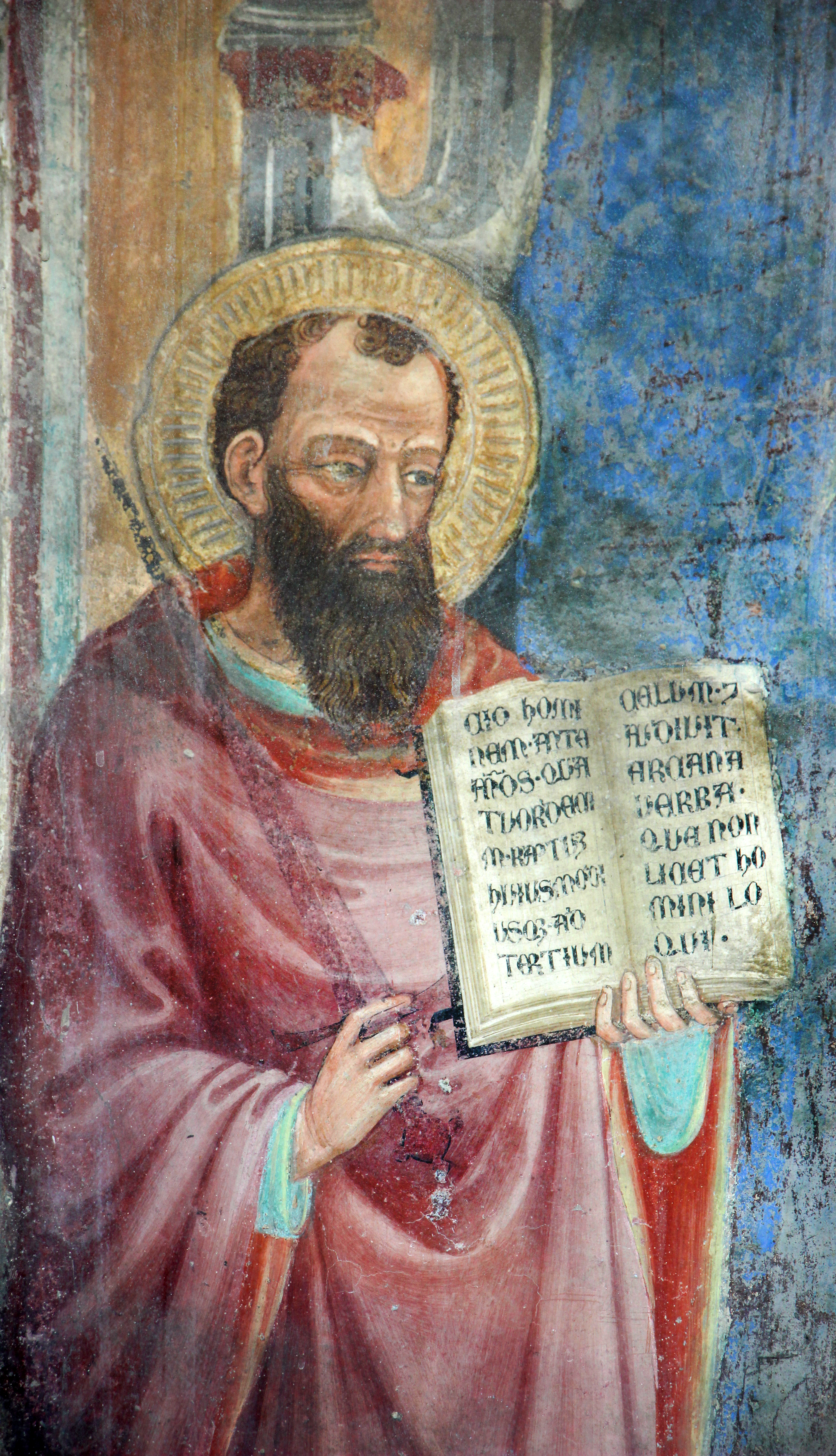
San Paolo
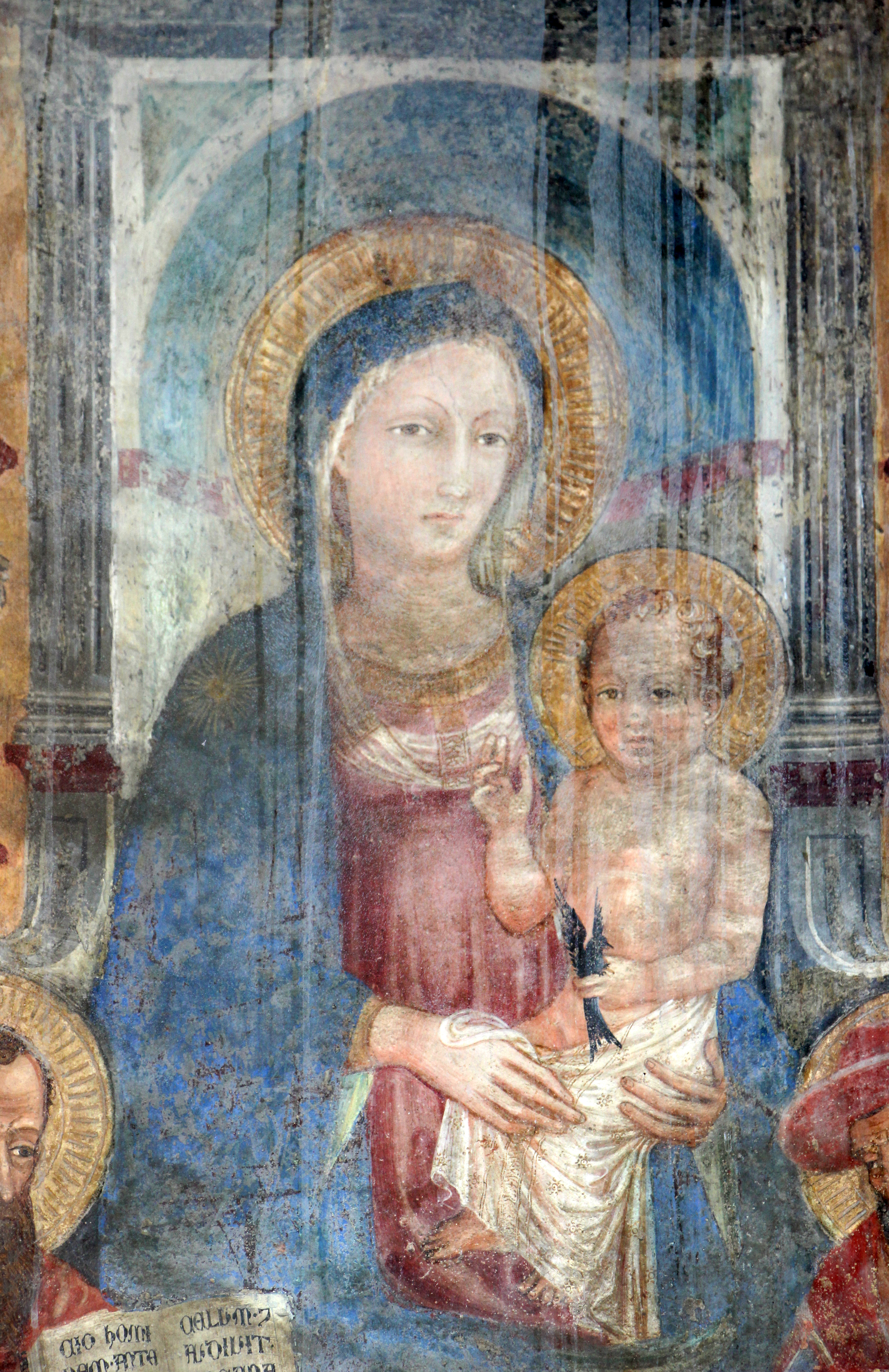
Madonna col Bambino
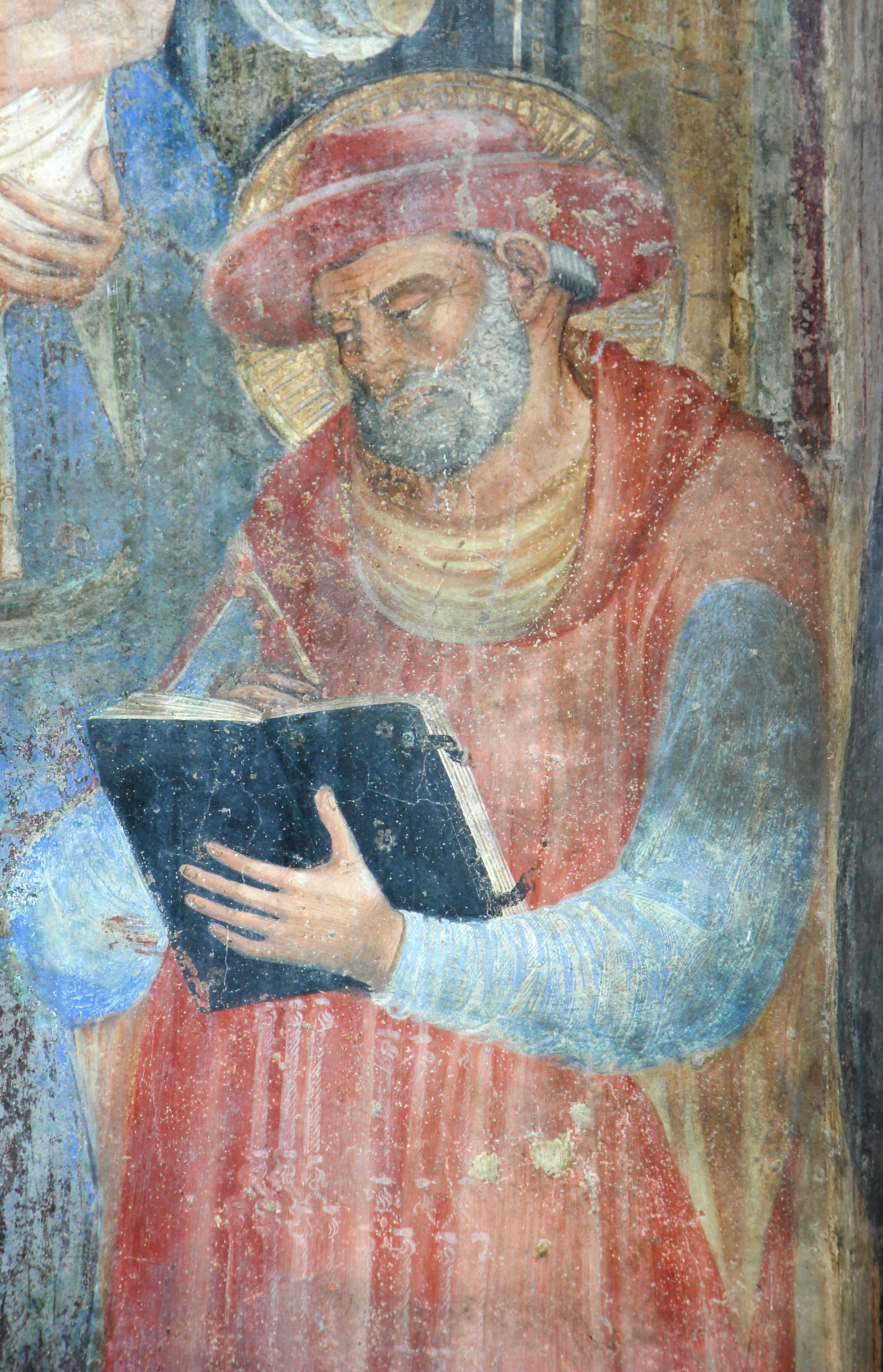
San Girolamo
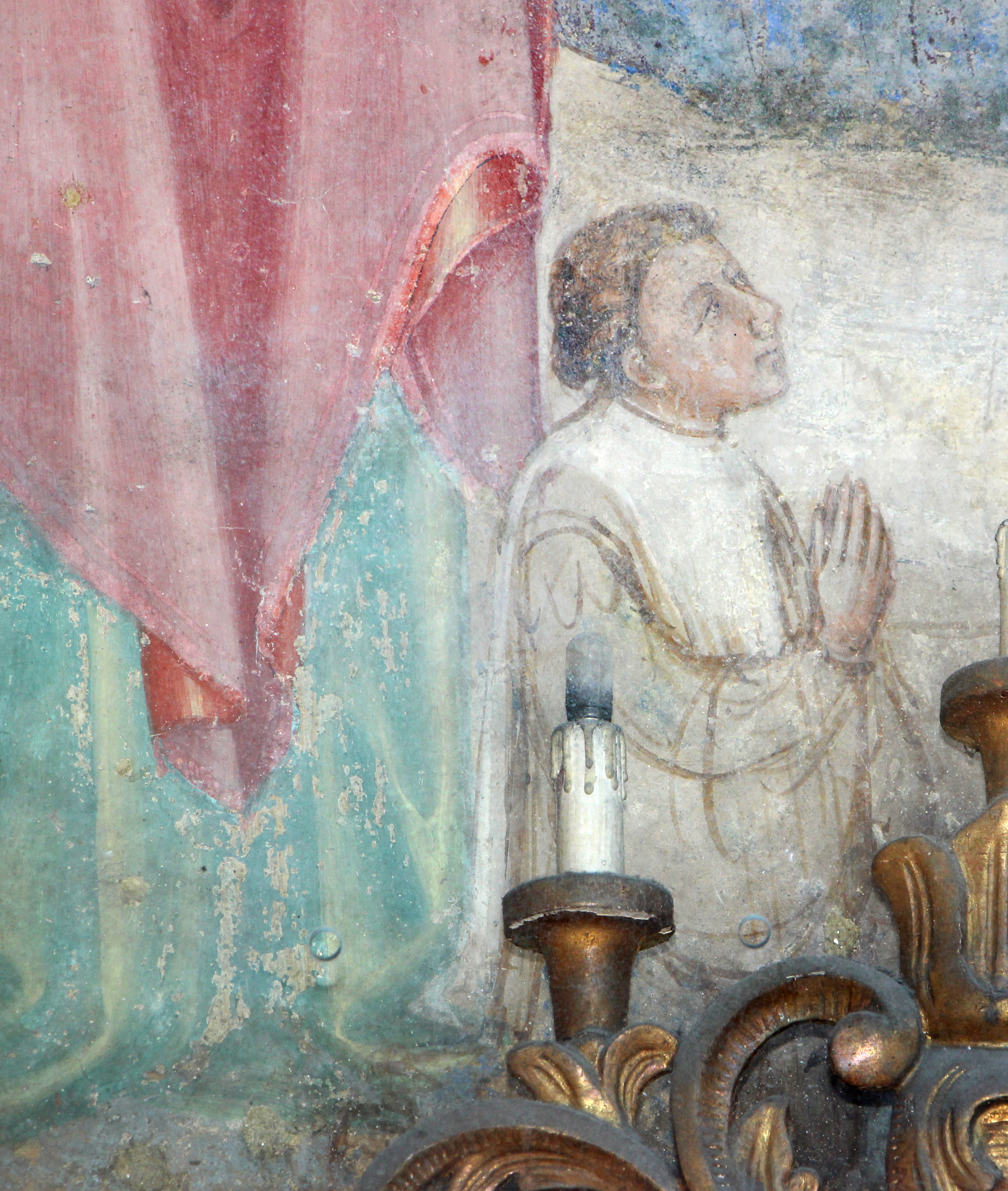
Il donatore